# Futbol Club Barcelona 2004-2005
Questa voce raccoglie le informazioni riguardanti il Futbol Club Barcelona nelle competizioni ufficiali della stagione 2004-2005.

## Stagione
Nella stagione 2004-2005, il Barcellona è riuscito a primeggiare in campionato, terminando così un digiuno lungo 6 anni sia per quanto riguarda il campionato, sia per quanto riguarda tutti i trofei, dato che l'ultimo titolo vinto dai catalani risaliva alla stagione 1998.1999, quando si sono laureati campioni di Spagna sotto la guida di Louis van Gaal.
Nella sessione di calciomercato estivo, il Barcellona spende più di 67 milioni di euro sul mercato per portare in blaugrana i difensori Belletti, dal Villareal, e Sylvinho, dal Celta Vigo, i centrocampisti Giuly ed Edmilson, rispettivamente da Monaco e Lyon, e l'attaccante Larsson dal Celtic, tuttavia i colpi più importanti di questa sessione furono l'acquisto del campione portoghese Deco, per 21 milioni di euro dal Porto campione d'Europa in carica, e soprattutto quello del camerunense Samuel Eto'o, strappato al Mallorca per 24 milioni di euro. 
Nella sessione di calciomercato invernale, arrivano Maxi Lopez dal River Plate e Demetrio Albertini dall'Atalanta. Inoltre, si segnala la promozione in prima squadra di un diciassettenne Lionel Messi, che debutterà il 16 ottobre 2004 contro l'Espanyol in campionato, diventando così il più giovane debuttante nella storia dei blaugrana ad appena 17 anni e 114 giorni, e anche il più giovane marcatore della storia dei catalani, segnando il gol del definitivo 2-0 contro l'Albacete in campionato il 1º maggio del 2005, a 17 anni e 311 giorni. 
In campionato, la squadra di Rijkaard sale al comando della classifica alla sesta giornata e vi rimane fino alla fine del campionato, trascinata dai 25 gol di Eto'o, che sarà il capocannoniere del torneo (a pari merito con Diego Forlán), terminando la stagione con 84 punti, dati da 25 vittorie, 9 pareggi e 4 sconfitte, 4 punti in più del Real Madrid secondo. 
Il secondo posto conquistato nella stagione precedente ha permesso ai blaugrana di competere nella UEFA Champions League 2004-2005, dove hanno superato il proprio girone classificandosi al secondo posto, con 10 punti, dietro al Milan (13) ma davanti a Shakhtar Donetsk (6) e Celtic Glasgow (5). Agli ottavi il Barcellona pesca gli inglesi del Chelsea, ma la vittoria per 2-1 all'andata del Camp Nou viene ribaltata dal 4-2 per i blues a Stamford Bridge, terminando così il cammino europeo della squadra di Rijkaard.
In Copa del Rey, il Barcellona viene sorprendentemente eliminato soltanto ai trentaduesimi di finale dal Gramenet, squadra che allora militava nella Segunda División B, terza divisione del calcio spagnolo.

## Divise e sponsor
Lo sponsor tecnico per la stagione 2004-2005 è stato Nike.
| Casa | Terza divisa | Trasferta |

## Rosa
| N. |                        | Ruolo | Calciatore               |
| -- | ---------------------- | ----- | ------------------------ |
| 1  | Spagna (bandiera)      | P     | Víctor Valdés            |
| 2  | Brasile (bandiera)     | D     | Juliano Belletti         |
| 3  | Brasile (bandiera)     | C     | Thiago Motta             |
| 4  | Messico (bandiera)     | D     | Rafael Márquez           |
| 5  | Spagna (bandiera)      | D     | Carles Puyol             |
| 6  | Spagna (bandiera)      | C     | Xavi                     |
| 7  | Svezia (bandiera)      | A     | Henrik Larsson           |
| 8  | Francia (bandiera)     | A     | Ludovic Giuly            |
| 9  | Camerun (bandiera)     | A     | Samuel Eto'o             |
| 10 | Brasile (bandiera)     | A     | Ronaldinho               |
| 11 | Argentina (bandiera)   | A     | Maxi López               |
| 12 | Paesi Bassi (bandiera) | D     | Giovanni van Bronckhorst |
| 14 | Spagna (bandiera)      | C     | Gerard                   |

| N. |                       | Ruolo | Calciatore         |
| -- | --------------------- | ----- | ------------------ |
| 15 | Brasile (bandiera)    | D     | Edmílson           |
| 16 | Brasile (bandiera)    | D     | Sylvinho           |
| 18 | Spagna (bandiera)     | C     | Gabri              |
| 19 | Spagna (bandiera)     | D     | Fernando Navarro   |
| 20 | Portogallo (bandiera) | C     | Deco               |
| 22 | Italia (bandiera)     | C     | Demetrio Albertini |
| 23 | Spagna (bandiera)     | D     | Oleguer Presas     |
| 24 | Spagna (bandiera)     | C     | Andrés Iniesta     |
| 25 | Spagna (bandiera)     | P     | Albert Jorquera    |
| 28 | Spagna (bandiera)     | P     | Rubén Martínez     |
| 30 | Argentina (bandiera)  | A     | Lionel Messi       |
| 32 | Spagna (bandiera)     | P     | Damià Abella       |
| 34 | Spagna (bandiera)     | D     | Rodri              |

### Staff tecnico
- Allenatore:   Frank Rijkaard

## Calciomercato

### Sessione estiva
| Acquisti         | Acquisti         | Acquisti   | Acquisti                   |
| R.               | Nome             | da         | Modalità                   |
| ---------------- | ---------------- | ---------- | -------------------------- |
| D                | Juliano Belletti | Villarreal | definitivo (3,7 milioni €) |
| D                | Sylvinho         | Celta Vigo | definitivo (2 milioni €)   |
| C                | Deco             | Porto      | definitivo (21 milioni €)  |
| C                | Edmílson         | FC Lyon    | definitivo (8 milioni €)   |
| C                | Ludovic Giuly    | Monaco     | definitivo (8,5 milioni €) |
| A                | Samuel Eto'o     | Maiorca    | definitivo (24 milioni €)  |
| A                | Henrik Larsson   | Monaco     | definitivo (8,5 milioni €) |
| Altre operazioni |                  |            |                            |
| R.               | Nome             | a          | Modalità                   |

| Cessioni         | Cessioni                   | Cessioni    | Cessioni                    |
| R.               | Nome                       | a           | Modalità                    |
| ---------------- | -------------------------- | ----------- | --------------------------- |
| P                | Robert Enke                | Hannover 96 | definitivo (0 €)            |
| D                | Michael Reiziger           |             | svincolato                  |
| C                | Phillip Cocu               |             | svincolato                  |
| C                | Edgar Davids               | Juventus    | fine prestito               |
| C                | Luis Javier García Sanz    | Liverpool   | definitivo (8,75 milioni €) |
| C                | Marc Overmars              |             | fine carriera               |
| C                | Ricardo Quaresma           | Porto       | definitivo (6 milioni €)    |
| A                | Sergio García de la Fuente | Levante     | definitivo (0 €)            |
| A                | Luis Enrique               |             | fine carriera               |
| A                | Patrick Kluivert           |             | svincolato                  |
| Altre operazioni |                            |             |                             |
| R.               | Nome                       | a           | Modalità                    |
| P                | Rüştü Reçber               | Fenerbahçe  | prestito                    |
| D                | Óscar López Hernández      | Lazio       | prestito                    |
| A                | Javier Saviola             | Monaco      | prestito                    |

### Sessione invernale
| Acquisti         | Acquisti           | Acquisti    | Acquisti                   |
| R.               | Nome               | da          | Modalità                   |
| ---------------- | ------------------ | ----------- | -------------------------- |
| C                | Demetrio Albertini | Atalanta    | definitivo (0 €)           |
| A                | Maxi Lopez         | River Plate | definitivo (6,7 milioni €) |
| Altre operazioni |                    |             |                            |
| R.               | Nome               | da          | Modalità                   |

| Cessioni         | Cessioni         | Cessioni         | Cessioni         |
| R.               | Nome             | a                | Modalità         |
| Altre operazioni | Altre operazioni | Altre operazioni | Altre operazioni |
| R.               | Nome             | a                | Modalità         |
| ---------------- | ---------------- | ---------------- | ---------------- |

## Risultati

### La Liga
| Santander 29 agosto 2004, ore 21:30 CEST 1ª giornata         | Racing Santander | 0 – 2                      | Barcellona | El Sardinero |
| \| \| \| \| \| \| Marcatori \| 68’ Giuly 74’ (rig.) Eto'o \| |                  |                            |            |              |
|                                                              |                  |                            |            |              |
|                                                              | Marcatori        | 68’ Giuly 74’ (rig.) Eto'o |            |              |

| Barcellona 11 settembre 2004, ore 22:00 CEST 2ª giornata | Barcellona | 2 – 0 | Siviglia | Camp Nou |
| \| \| \| \| \| Giuly 36’ Larsson 77’ \| Marcatori \| \|  |            |       |          |          |
|                                                          |            |       |          |          |
| Giuly 36’ Larsson 77’                                    | Marcatori  |       |          |          |

| Madrid 19 settembre 2004, ore 19:30 CEST 3ª giornata             | Atlético Madrid | 1 – 1               | Barcellona | Stadio Vicente Calderón |
| \| \| \| \| \| Torres 48’ \| Marcatori \| 21’ van Bronckhorst \| |                 |                     |            |                         |
|                                                                  |                 |                     |            |                         |
| Torres 48’                                                       | Marcatori       | 21’ van Bronckhorst |            |                         |

| Barcellona 23 settembre 2004, ore 21:00 CEST 4ª giornata                                | Barcellona | 4 – 1     | Real Saragozza | Camp Nou |
| \| \| \| \| \| Eto'o 26’, 46’ Xavi 67’ van Bronckhorst 79’ \| Marcatori \| 14’ Villa \| |            |           |                |          |
|                                                                                         |            |           |                |          |
| Eto'o 26’, 46’ Xavi 67’ van Bronckhorst 79’                                             | Marcatori  | 14’ Villa |                |          |

| Maiorca 26 settembre 2004, ore 19:30 CEST 5ª giornata                             | Maiorca   | 1 – 3                             | Barcellona | Stadio de Son Moix |
| \| \| \| \| \| Delibašić 78’ \| Marcatori \| 10’ Larsson 37’ (rig.), 40’ Eto'o \| |           |                                   |            |                    |
|                                                                                   |           |                                   |            |                    |
| Delibašić 78’                                                                     | Marcatori | 10’ Larsson 37’ (rig.), 40’ Eto'o |            |                    |

| Barcellona 3 ottobre 2004, ore 19:00 CEST 6ª giornata | Barcellona | 1 – 0 | Numancia | Camp Nou |
| \| \| \| \| \| Larsson 70’ \| Marcatori \| \|         |            |       |          |          |
|                                                       |            |       |          |          |
| Larsson 70’                                           | Marcatori  |       |          |          |

| Barcellona 16 ottobre 2004, ore 22:00 CEST 7ª giornata | Espanyol  | 0 – 1   | Barcellona | Stadio olimpico Lluís Companys |
| \| \| \| \| \| \| Marcatori \| 9’ Deco \|              |           |         |            |                                |
|                                                        |           |         |            |                                |
|                                                        | Marcatori | 9’ Deco |            |                                |

| Barcellona 24 ottobre 2004, ore 21:00 CEST 8ª giornata                 | Barcellona | 3 – 0 | Osasuna | Camp Nou |
| \| \| \| \| \| Eto'o 39’, 90’ Ronaldinho 43’ (rig.) \| Marcatori \| \| |            |       |         |          |
|                                                                        |            |       |         |          |
| Eto'o 39’, 90’ Ronaldinho 43’ (rig.)                                   | Marcatori  |       |         |          |

| Bilbao 30 ottobre 2004, ore 20:00 CEST 9ª giornata    | Athletic Bilbao | 1 – 1     | Barcellona | San Mamés |
| \| \| \| \| \| Yeste 14’ \| Marcatori \| 11’ Eto'o \| |                 |           |            |           |
|                                                       |                 |           |            |           |
| Yeste 14’                                             | Marcatori       | 11’ Eto'o |            |           |

| Barcellona 6 novembre 2004, ore 20:00 CEST 10ª giornata      | Barcellona | 2 – 1   | Deportivo La Coruña | Camp Nou |
| \| \| \| \| \| Xavi 23’ Eto'o 34’ \| Marcatori \| 6’ Fran \| |            |         |                     |          |
|                                                              |            |         |                     |          |
| Xavi 23’ Eto'o 34’                                           | Marcatori  | 6’ Fran |                     |          |

| Siviglia 14 novembre 2004, ore 21:00 CEST 11ª giornata                    | Betis     | 2 – 1      | Barcellona | Stadio Benito Villamarín |
| \| \| \| \| \| Edu 49’ Ricardo Oliveira 69’ \| Marcatori \| 72’ Gerard \| |           |            |            |                          |
|                                                                           |           |            |            |                          |
| Edu 49’ Ricardo Oliveira 69’                                              | Marcatori | 72’ Gerard |            |                          |

| Barcellona 20 novembre 2004, ore 22:00 CEST 12ª giornata                              | Barcellona | 3 – 0 | Real Madrid | Camp Nou |
| \| \| \| \| \| Eto'o 29’ van Bronckhorst 43’ Ronaldinho 76’ (rig.) \| Marcatori \| \| |            |       |             |          |
|                                                                                       |            |       |             |          |
| Eto'o 29’ van Bronckhorst 43’ Ronaldinho 76’ (rig.)                                   | Marcatori  |       |             |          |

| Getafe 27 novembre 2004, ore 20:00 CEST 13ª giornata                  | Getafe    | 1 – 2                | Barcellona | Coliseum Alfonso Pérez |
| \| \| \| \| \| Craioveanu 60’ \| Marcatori \| 20’ Márquez 22’ Deco \| |           |                      |            |                        |
|                                                                       |           |                      |            |                        |
| Craioveanu 60’                                                        | Marcatori | 20’ Márquez 22’ Deco |            |                        |

| Barcellona 4 dicembre 2004, ore 20:00 CEST 14ª giornata               | Barcellona | 4 – 0 | Malaga | Camp Nou |
| \| \| \| \| \| Eto'o 24’, 89’ Deco 29’ Iniesta 72’ \| Marcatori \| \| |            |       |        |          |
|                                                                       |            |       |        |          |
| Eto'o 24’, 89’ Deco 29’ Iniesta 72’                                   | Marcatori  |       |        |          |

| Albacete 11 dicembre 2004, ore 20:00 CEST 15ª giornata             | Albacete  | 1 – 2               | Barcellona | Stadio Carlos Belmonte |
| \| \| \| \| \| González 73’ \| Marcatori \| 2’ Iniesta 77’ Xavi \| |           |                     |            |                        |
|                                                                    |           |                     |            |                        |
| González 73’                                                       | Marcatori | 2’ Iniesta 77’ Xavi |            |                        |

| Barcellona 18 dicembre 2004, ore 22:00 CEST 16ª giornata          | Barcellona | 1 – 1     | Valencia | Camp Nou |
| \| \| \| \| \| Ronaldinho 79’ (rig.) \| Marcatori \| 62’ Fiore \| |            |           |          |          |
|                                                                   |            |           |          |          |
| Ronaldinho 79’ (rig.)                                             | Marcatori  | 62’ Fiore |          |          |

| Barcellona 21 dicembre 2004, ore 20:00 CEST 17ª giornata       | Barcellona | 2 – 1     | Levante | Camp Nou |
| \| \| \| \| \| Deco 35’ Eto'o 86’ \| Marcatori \| 60’ Jofre \| |            |           |         |          |
|                                                                |            |           |         |          |
| Deco 35’ Eto'o 86’                                             | Marcatori  | 60’ Jofre |         |          |

| Villareal 9 gennaio 2005, ore 21:00 CEST 18ª giornata         | Villarreal | 3 – 0 | Barcellona | El Madrigal |
| \| \| \| \| \| Forlán 30’, 85’ Gonzalo 48’ \| Marcatori \| \| |            |       |            |             |
|                                                               |            |       |            |             |
| Forlán 30’, 85’ Gonzalo 48’                                   | Marcatori  |       |            |             |

| Barcellona 16 gennaio 2005, ore 19:00 CEST 19ª giornata | Barcellona | 1 – 0 | Real Sociedad | Camp Nou |
| \| \| \| \| \| Eto'o 80’ \| Marcatori \| \|             |            |       |               |          |
|                                                         |            |       |               |          |
| Eto'o 80’                                               | Marcatori  |       |               |          |

| Barcellona 22 gennaio 2005, ore 20:00 CEST 20ª giornata            | Barcellona | 3 – 0 | Racing Santander | Camp Nou |
| \| \| \| \| \| Eto'o 8’ Ronaldinho 74’ Deco 76’ \| Marcatori \| \| |            |       |                  |          |
|                                                                    |            |       |                  |          |
| Eto'o 8’ Ronaldinho 74’ Deco 76’                                   | Marcatori  |       |                  |          |

| Siviglia 29 gennaio 2005, ore 21:30 CEST 21ª giornata                                    | Siviglia  | 0 – 4                                                  | Barcellona | Stadio Ramón Sánchez-Pizjuán |
| \| \| \| \| \| \| Marcatori \| 49’ Eto'o 55’ (aut.) Baptista 57’ Ronaldinho 73’ Giuly \| |           |                                                        |            |                              |
|                                                                                          |           |                                                        |            |                              |
|                                                                                          | Marcatori | 49’ Eto'o 55’ (aut.) Baptista 57’ Ronaldinho 73’ Giuly |            |                              |

| Barcellona 6 febbraio 2005, ore 21:00 CEST 22ª giornata | Barcellona | 0 – 2                 | Atlético Madrid | Camp Nou |
| \| \| \| \| \| \| Marcatori \| 1’, 89’ (rig.) Torres \| |            |                       |                 |          |
|                                                         |            |                       |                 |          |
|                                                         | Marcatori  | 1’, 89’ (rig.) Torres |                 |          |

| Saragozza 12 febbraio 2005, ore 20:00 CEST 23ª giornata                                         | Saragozza | 1 – 4                                            | Barcellona | Stadio de La Romareda |
| \| \| \| \| \| Galletti 63’ \| Marcatori \| 2’ (aut.) Toledo 30’ Giuly 39’ Eto'o 72’ Márquez \| |           |                                                  |            |                       |
|                                                                                                 |           |                                                  |            |                       |
| Galletti 63’                                                                                    | Marcatori | 2’ (aut.) Toledo 30’ Giuly 39’ Eto'o 72’ Márquez |            |                       |

| Barcellona 19 febbraio 2005, ore 20:00 CEST 24ª giornata | Barcellona | 2 – 0 | Maiorca | Camp Nou |
| \| \| \| \| \| Deco 16’, 56’ \| Marcatori \| \|          |            |       |         |          |
|                                                          |            |       |         |          |
| Deco 16’, 56’                                            | Marcatori  |       |         |          |

| Soria 26 febbraio 2005, ore 20:00 CEST 25ª giornata      | Numancia  | 1 – 1       | Barcellona | Nuevo Estadio Los Pajaritos |
| \| \| \| \| \| Juanlu 44’ \| Marcatori \| 47’ Márquez \| |           |             |            |                             |
|                                                          |           |             |            |                             |
| Juanlu 44’                                               | Marcatori | 47’ Márquez |            |                             |

| Barcellona 1 marzo 2005, ore 22:00 CEST 26ª giornata | Barcellona | 0 – 0 | Espanyol | Camp Nou |

| Pamplona 5 marzo 2005, ore 18:00 CEST 27ª giornata | Osasuna   | 0 – 1     | Barcellona | Stadio El Sadar |
| \| \| \| \| \| \| Marcatori \| 40’ Eto'o \|        |           |           |            |                 |
|                                                    |           |           |            |                 |
|                                                    | Marcatori | 40’ Eto'o |            |                 |

| Barcellona 12 marzo 2005, ore 20:00 CEST 28ª giornata         | Barcellona | 2 – 0 | Athletic Bilbao | Camp Nou |
| \| \| \| \| \| Prieto 20’ (aut.) Giuly 38’ \| Marcatori \| \| |            |       |                 |          |
|                                                               |            |       |                 |          |
| Prieto 20’ (aut.) Giuly 38’                                   | Marcatori  |       |                 |          |

| La Coruña 19 marzo 2005, ore 21:30 CEST 29ª giornata | Deportivo La Coruña | 0 – 1     | Barcellona | Stadio Riazor |
| \| \| \| \| \| \| Marcatori \| 10’ Giuly \|          |                     |           |            |               |
|                                                      |                     |           |            |               |
|                                                      | Marcatori           | 10’ Giuly |            |               |

| Barcellona 3 aprile 2005, ore 17:00 CEST 30ª giornata                                                             | Barcellona | 3 – 3                                 | Betis | Camp Nou |
| \| \| \| \| \| Eto'o 14’, 82’ (rig.) van Bronckhorst 89’ \| Marcatori \| 12’, 74’ Joaquín 39’ Ricardo Oliveira \| |            |                                       |       |          |
| |            |                                       |       |          |
| Eto'o 14’, 82’ (rig.) van Bronckhorst 89’                                                                         | Marcatori  | 12’, 74’ Joaquín 39’ Ricardo Oliveira |       |          |

| Madrid 10 aprile 2005, ore 19:00 CEST 31ª giornata                                                 | Real Madrid | 4 – 2                    | Barcellona | Stadio Santiago Bernabéu |
| \| \| \| \| \| Zidane 6’ Ronaldo 19’ Raúl 45’ Owen 65’ \| Marcatori \| 28’ Eto'o 73’ Ronaldinho \| |             |                          |            |                          |
| |             |                          |            |                          |
| Zidane 6’ Ronaldo 19’ Raúl 45’ Owen 65’                                                            | Marcatori   | 28’ Eto'o 73’ Ronaldinho |            |                          |

| Barcellona 17 aprile 2005, ore 21:00 CEST 32ª giornata     | Barcellona | 2 – 0 | Getafe | Camp Nou |
| \| \| \| \| \| Ronaldinho 29’ Giuly 56’ \| Marcatori \| \| |            |       |        |          |
|                                                            |            |       |        |          |
| Ronaldinho 29’ Giuly 56’                                   | Marcatori  |       |        |          |

| Malaga 24 aprile 2005, ore 19:00 CEST 33ª giornata                      | Malaga    | 0 – 4                                 | Barcellona | Stadio La Rosaleda |
| \| \| \| \| \| \| Marcatori \| 22’ Oleguer 34’, 69’ Giuly 90’ Gerard \| |           |                                       |            |                    |
|                                                                         |           |                                       |            |                    |
|                                                                         | Marcatori | 22’ Oleguer 34’, 69’ Giuly 90’ Gerard |            |                    |

| Barcellona 1 maggio 2005, ore 19:00 CEST 34ª giornata | Barcellona | 2 – 0 | Albacete | Camp Nou |
| \| \| \| \| \| Eto'o 66’ Messi 90’ \| Marcatori \| \| |            |       |          |          |
|                                                       |            |       |          |          |
| Eto'o 66’ Messi 90’                                   | Marcatori  |       |          |          |

| Valencia 8 maggio 2005, ore 19:00 CEST 35ª giornata        | Valencia  | 0 – 2                    | Barcellona | Stadio di Mestalla |
| \| \| \| \| \| \| Marcatori \| 28’ Ronaldinho 29’ Eto'o \| |           |                          |            |                    |
|                                                            |           |                          |            |                    |
|                                                            | Marcatori | 28’ Ronaldinho 29’ Eto'o |            |                    |

| Valencia 14 maggio 2005, ore 22:00 CEST 36ª giornata   | Levante   | 1 – 1     | Barcellona | Stadio Ciutat de València |
| \| \| \| \| \| Rivera 34’ \| Marcatori \| 60’ Eto'o \| |           |           |            |                           |
|                                                        |           |           |            |                           |
| Rivera 34’                                             | Marcatori | 60’ Eto'o |            |                           |

| Barcellona 22 maggio 2005, ore 21:00 CEST 37ª giornata                                      | Barcellona | 3 – 3                       | Villarreal | Camp Nou |
| \| \| \| \| \| Ronaldinho 34’ Giuly 37’, 48’ \| Marcatori \| 17’, 30’ (rig.), 70’ Forlán \| |            |                             |            |          |
|                                                                                             |            |                             |            |          |
| Ronaldinho 34’ Giuly 37’, 48’                                                               | Marcatori  | 17’, 30’ (rig.), 70’ Forlán |            |          |

| San Sebastián 28 maggio 2005, ore 19:00 CEST 38ª giornata | Real Sociedad | 0 – 0 | Barcellona | Stadio di Anoeta |

### Copa del Rey
| Santa Coloma de Gramenet 27 ottobre 2004, ore 21:45 CEST Trentaduesimi di finale | Gramenet  | 1 – 0 | Barcellona | Nou Camp Municipal |
| \| \| \| \| \| Ollés 103’ \| Marcatori \| \|                                     |           |       |            |                    |
|                                                                                  |           |       |            |                    |
| Ollés 103’                                                                       | Marcatori |       |            |                    |

### Champions League

#### Fase a gironi
| Arbitro: | Markus Merk |

|            |           |                                |
| Sutton 59’ | Marcatori | 20’ Deco 78’ Giuly 82’ Larsson |

| Arbitro: | Terje Hauge |

|                                          |           |  |
| Deco 15’ Ronaldinho 64’ (rig.) Eto'o 89’ | Marcatori |  |

| Arbitro: | Graham Poll |

|              |           |  |
| Ševčenko 31’ | Marcatori |  |

| Arbitro: | Urs Meier |

|                          |           |              |
| Eto'o 37’ Ronaldinho 89’ | Marcatori | 17’ Ševčenko |

| Arbitro: | Ľuboš Micheľ |

|           |           |             |
| Eto'o 24’ | Marcatori | 45’ Hartson |

| Arbitro: | Claus Bo Larsen |

|                   |           |  |
| Aghahowa 14’, 22’ | Marcatori |  |

#### Ottavi di finale
| Arbitro: | Anders Frisk |

|                          |           |                     |
| Maxi López 67’ Eto'o 73’ | Marcatori | 33’ (aut.) Belletti |

| Arbitro: | Pierluigi Collina |

|                                              |           |                            |
| Guðjohnsen 8’ Lampard 17’ Duff 19’ Terry 76’ | Marcatori | 27’ (rig.), 38’ Ronaldinho |

## Statistiche

### Statistiche di squadra
| Competizione     | Punti | In casa | In casa | In casa | In casa | In casa | In casa | In trasferta | In trasferta | In trasferta | In trasferta | In trasferta | In trasferta | Totale | Totale | Totale | Totale | Totale | Totale | DR  |
| Competizione     | Punti | G       | V       | N       | P       | Gf      | Gs      | G            | V            | N            | P            | Gf           | Gs           | G      | V      | N      | P      | Gf     | Gs     | DR  |
| ---------------- | ----- | ------- | ------- | ------- | ------- | ------- | ------- | ------------ | ------------ | ------------ | ------------ | ------------ | ------------ | ------ | ------ | ------ | ------ | ------ | ------ | --- |
| Primera División | 84    | 19      | 14      | 4       | 1       | 40      | 12      | 19           | 11           | 5            | 3            | 33           | 17           | 38     | 25     | 9      | 4      | 73     | 29     | +44 |
| Coppa del Re     | -     | 0       | 0       | 0       | 0       | 0       | 0       | 1            | 0            | 0            | 1            | 0            | 1            | 1      | 0      | 0      | 1      | 0      | 1      | -1  |
| Champions League | 10    | 4       | 3       | 1       | 0       | 8       | 3       | 4            | 1            | 0            | 3            | 5            | 8            | 8      | 4      | 1      | 3      | 13     | 11     | +2  |
| Totale           |       | 23      | 17      | 5       | 1       | 48      | 15      | 24           | 12           | 5            | 7            | 38           | 26           | 47     | 29     | 10     | 8      | 86     | 41     | +45 |